# Na krásné samotě
Na krásné samotě (1938) je román českého spisovatele a kněze Františka Bernarda Vaňka, který byl po svém vydání oceněn literární cenou České akademie věd a umění. Jeho děj se odehrává na počátku 20. století na Pelhřimovsku, onou samotou, která tvoří topos díla, je vrch Křemešník. Ústředními postavami románu jsou vlastenecký venkovský učitel Zahálka a farář Vlček. Všechny postavy i místa mají reálný historický základ, sám autor se stylizoval do postavy Vlčka. Vzhledem k tomu, že Vaňkovi posloužil k napsání románu jeho pobyt na Křemešníku v letech 1902–1907, lze tuto knihu považovat za beletrizovanou kroniku či specifický druh memoárové literatury. Žánrově se tedy dílo pohybuje na hranici mezi románem, románovou kronikou a memoárovou literaturou, patrný je zejména jeho silně idylizující ráz. Dílo se vědomě odkazuje na obrozeneckou literární tradici, obsahuje četné aluze na Babičku Boženy Němcové či na Raisovy Zapadlé vlastence, je psáno er-formou a splňuje Doleželovu definici klasického narativního textu. Kniha vyšla celkem v devíti vydáních, naposledy v Karmelitánském nakladatelství v roce 2003.